# Tabanus marmoratus
Tabanus marmoratus är en tvåvingeart som beskrevs av Geoffroy 1785. Tabanus marmoratus ingår i släktet Tabanus och familjen bromsar.
Artens utbredningsområde är Frankrike. Inga underarter finns listade i Catalogue of Life.